# Хан, Ферозе
Фероз-уд-Дин (Ферозе) Хан (англ. Feroz-ud-Din (Feroze) Khan; 9 сентября 1904, Басти Данешмандан, Британская Индия — 20 апреля 2005, Исламабад) — индийский хоккеист на траве, нападающий, пакистанский тренер. Олимпийский чемпион 1928 года как игрок, олимпийский чемпион 1960 года как тренер.

## Биография
Ферозе Хан родился 9 сентября 1904 года в пригороде Басти Данешмандан города Джуллундур в Британской Индии (сейчас Джаландхар в Индии) .
Начинал играть в хоккей на траве, используя вместо клюшки ветку дерева. Выступал за Пенджаб, Уттар-Прадеш, Алигархский университет, Бомбейскую таможню.
В 1928 году вошёл в состав сборной Индии по хоккею на траве на летних Олимпийских играх в Амстердаме и завоевал золотую медаль. Играл на позиции нападающего, провёл 2 матча, забил 5 мячей в ворота сборной Бельгии.
Претендовал на попадание на летние Олимпийские игры 1932 года в Лос-Анджелесе, но Хана не взяли в команду.
В начале 1950-х поссорился с индийскими тренерами и переехал в Пакистан. Выиграл в качестве тренера сборной Пакистана золото летних Олимпийских игр 1960 года в Риме и золото летних Азиатских игр.
Умер 20 апреля 2005 года в пакистанском городе Исламабад.
С 10 августа 2004 года, когда умер американский гребец Джеймс Рокфеллер, и до собственной кончины 100-летний Хан был старейшим живущим олимпийским медалистом.